# Monsieur Surprise présente

Monsieur Surprise présente est une émission de télévision québécoise diffusée du 6 septembre 1967 au 29 mai 1970 à la Télévision de Radio-Canada.
Au mois d'octobre 1967, le format de La Boîte à Surprise est modifié. Désormais, Monsieur Surprise n'en fait plus l'animation et on présente qu'un seul sujet par épisode. Chaque épisode commençait avec le générique de La Boîte à Surprise.
Monsieur Surprise interprété par Pierre Thériault anima une nouvelle émission du 6 septembre 1967 au 31 mai 1968. Cette émission d'une durée de 15 minutes intitulé Monsieur Surprise présente était diffusée du lundi au vendredi de 10 h 30 à 10 h 45 et était suivi de La Souris verte qui était diffusée de 10 h 45 à 11 h. Monsieur Surprise y présentait des courts métrages (Poly, La Maison de Toutou, Le Crayon magique, Saturnin, Le Manège enchanté, Les Aventures du Chevalier Bleu, etc.)
À partir du 8 juin jusqu'au 31 août 1968, l'émission Monsieur Surprise présente change de format et d'horaire. Elle devient une émission d'une heure présentée les samedis de 12 h 30 à 13 h 30. Monsieur Surprise y présentait des courts métrages (Bib et Véronique, Impérial, Bozo le clown, Bolek et Lolek, etc.)
Monsieur Surprise présente sera également présentée tous les mercredis de 17 h à 17 h 30 du 5 juin au 28 août 1968.
Finalement, l'émission sera de retour du lundi au vendredi du 2 septembre 1968 au 22 mai 1969 de 10 h 45 à 11 h et les lundis de 17 h à 17 h 30 de la saison 1968-1969. L'émission conservera le même horaire pour la dernière saison 1969-1970.
La page 7 du télé-horaire Ici Radio-Canada de son édition du 21 décembre 1968 et les pages 80 et 81 du Petit Journal de la semaine du 8 décembre 1968 nous informe que les lundis 23 et 30 décembre 1968 de deux émissions spéciales. Monsieur Surprise se rendra dans les villes de Gagnon et de Schefferville, sur la Côte-Nord du Québec pour enregistrer son émission devant public. Les artistes invités étaient le mime Claude St-Denis, le clown Gudule (Denis André) et le magicien Casimir (Jean Derome), accompagnés par trois très jeunes musiciens : André Daoust (guitare), Christian Cyr (batterie) et Pierre Thériault- fils (guitare et arrangements).